# Biodiversitetsinformatik
Biodiversitetsinformatik är en vetenskap som arbetar med datorbaserad hantering och analys av data om biologisk mångfald.
Biodiversitetsinformatiken kombinerar primära biodiversitetsdata (vad-var-när) med andra biologiska och icke-biologiska data för att studera den biologiska mångfaldens struktur, förutsättningar och tänkbara utveckling. Biodiversitetsinformatiken utgår från arter, populationer och individer. Den karakteriseras inte minst av tillgången på stora datamängder över stora områden, nya analysmetoder (Soberón and Peterson, 2004), och fritt och allmänt tillgängliggörande av data (datadelning).
Biodiversitetsinformatiken fick sitt genombrott med upprättandet av Global Biodiversity Information Facility 2001, genom vilken stora mängder primära biodiversitetsdata tillgängliggörs. Det ledde till forskning kring datalagring, tillgängliggörande och applikationer inom både biogeografi och systematik. Det finns också stora förhoppningar om att biodiversitetsinformatiken ska bidra till en bättre miljöövervakning. Större biodiversitetsinformatikprojekt idag är bland annat Global Biodiversity Information Facility (GBIF), Biodiversity Heritage Library (BHL), European Distributed Institute of Taxonomy (EDIT), AnimalBase, MorphBank, FishBase och Encyclopedia of Life (EoL).
Primära biodiversitetsdata utgörs av data om vilken art som observerats/insamlats (vad), var observationen/insamlingen gjordes (var) och när observationen/insamlingen skedde (när).
Biodiversitetsinformatik förväxlas ofta med bioinformatik som dock handlar om genomik och proteomik, alltså biologi på molekyl- och proteinnivå. Vissa molekylära projekt, som DNA-streckkodning, överbryggar fälten.

## Definitioner
Termen biodiversitetsinformatik (Biodiversity Informatics) skapades av John Whiting, Canadian Biodiverity Informatics Consortium, och är ett begrepp med många definitioner, sammanfattade av Edwards (2007):
- Whiting (1992): "merging of GIS, GPS, database management, environmental economics, museum catalogues"

- OECD Working Group (1999): "application of informatics to recorded and yet-to-be-discovered information specifically about biodiversity, and the linking of this information with genomic, geospatial and other biological and non-biological datasets"

- Berendsohn (2001): "Biodiversity Informatics is the application of information technology (IT) tools and approaches to biodiversity information, principally at the organismic level. It thus deals with information capture, storage provision, retrieval, and analysis, focused on individual organisms, populations, and species, and their interactions. It covers information generated by the fields of systematics, evolutionary biology, population biology, and ecology, as well as more applied fields such as conservation biology and ecological management."

- Soberón and Peterson (2004): "Biodiversity Informatics [...] includes the application of information technologies to the management, algorithmic exploration, analysis and interpretation of primary data regarding life, particularly at the species level of organization."

- Heidorn (2007): "the study of data problems where information acquisition, analysis, sharing, and collaboration are required to answer broad questions about biodiversity"

- Commonwealth of Pennsylvania: "the sharing of information in any format pertaining to the taxonomy, ecology, and genetics of organisms and biological communities"